# Þórður Guðjónsson
Þórður Guðjónsson (Akranes, 14 ottobre 1973) è un ex calciatore islandese, di ruolo centrocampista.

## Biografia
Figlio del noto Guðjón Þórðarson, è fratello di Bjarni e Joey Guðjónsson.

## Palmarès

### Club

#### Competizioni nazionali
- Campionato islandese: 2

ÍA Akraness: 1992, 1993
- Coppa d'Islanda: 1

ÍA Akraness: 1993
- 1. deild karla: 1

ÍA Akraness: 1991
- 2. Fußball-Bundesliga: 2

Bochum: 1993-1994, 1995-1996
- Campionato belga: 1

Genk: 1998-1999
- Coppa del Belgio: 2

Genk: 1997-1998, 1999-2000